# Lactancia inducida
La lactancia inducida es el proceso mediante el cual a una mujer que no ha dado a luz se le estimula la producción de leche para poder amamantar. Esa galactopoyesis es el mantenimiento de la producción de leche, un estadio que requiere de prolactina (PRL) y de oxitocina.
De este modo una madre adoptiva va a poder amamantar con su propia leche al niño. 

## Dificultades de la lactancia inducida
Durante el embarazo la mujer sufre cambios en su organismo, lo que prepara a su cuerpo para la producción de leche. La madre que desea comenzar una lactancia inducida no ha sufrido esos cambios, por lo que el proceso es algo más complicado.

## Estimulación de la lactancia inducida
Sin embargo, la producción de leche puede ser "artificial" e intencionalmente inducida en la ausencia de embarazo en la mujer. A esto se le llama "lactancia inducida" si la mujer no ha amamantado antes, mientras que cuando una mujer que ha amamantado antes y empieza de nuevo se le llama "re-lactancia".
Lo más importante es la estimulación frecuente de la mama. Esto puede hacerse periódicamente por la succión de los pezones (varias veces al día), masajeando y apretando los senos de la mujer manualmente o con un sacaleches eléctrico. Se recomienda que se empiece a estimular unos 2 meses antes de la llegada del niño para tener tiempo a comenzar la producción de leche. También la madre adoptiva debe tener en cuenta el aumento de sus calorías antes de la llegada del bebé, ya que no tiene por qué tener la reserva calórica propia de una madre que ha dado a luz.

## Medicamentos y lactancia inducida
Las madres adoptivas pueden pedir información sobre medicamentos que aumenten la prolactina para que les ayude en la producción de leche. 